# Альзенц (коммуна)
Альзенц (нем. Alsenz) — община в Германии, в земле Рейнланд-Пфальц.
Входит в состав района Доннерсберг. Подчиняется управлению Альзенц-Обермошель. Население составляет 1716 человек (на 31 декабря 2010 года). Занимает площадь 12,88 км².